# Завидовичі (Боснія і Герцеговина)

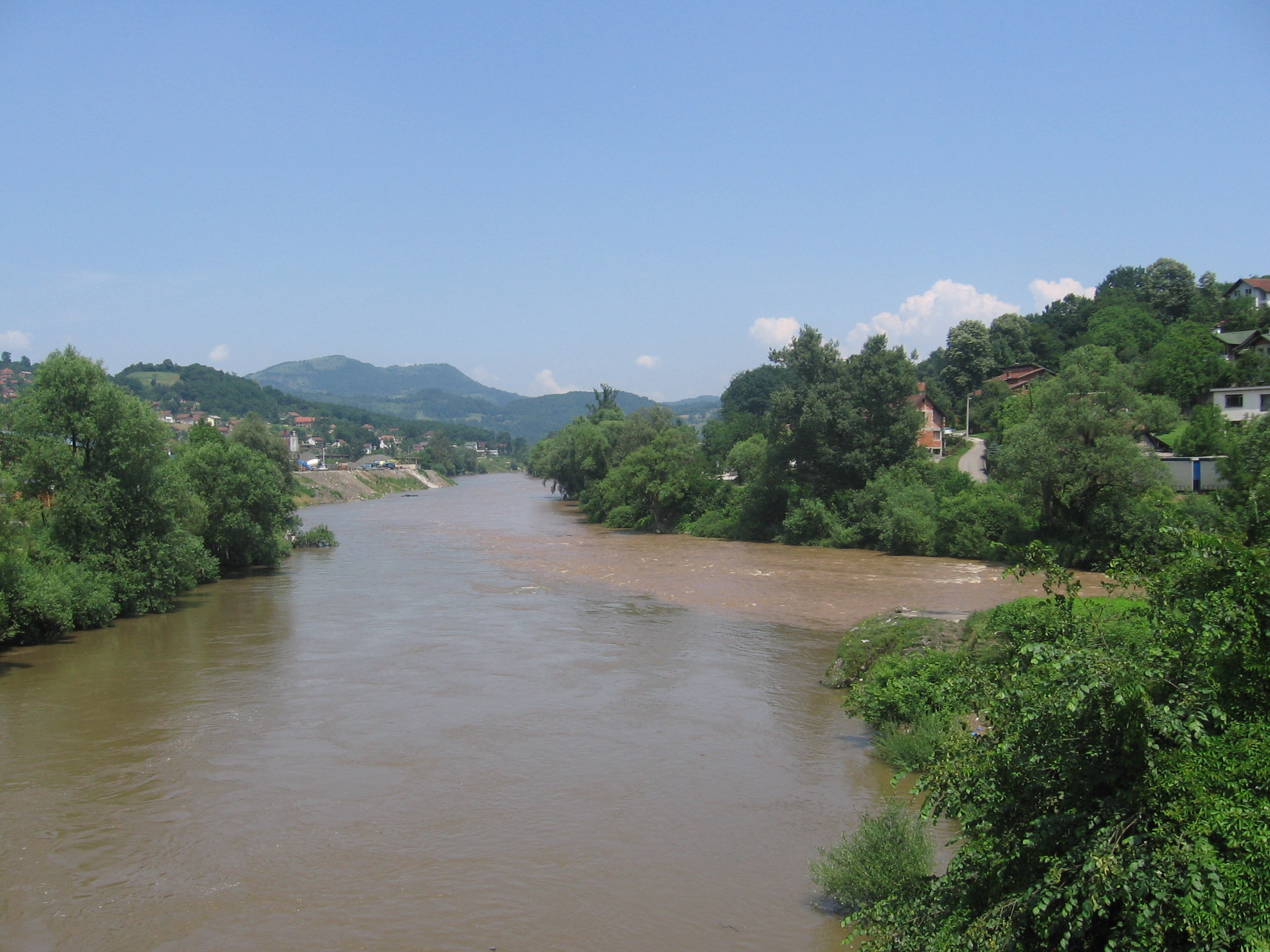
Злиття річок Кривая та Босна поблизу Завидовичів

Завидовичі (босн. і хорв. Zavidovići, серб. Завидовићи) — місто в середній частині Боснії і Герцеговини, у Зеницько-Добойському кантоні Федерації Боснії та Герцеговини, адміністративний центр однойменної громади. Лежить у сточищі трьох річок: Босни, Криваї та Гостовича. Здавна відоме великим промисловим комбінатом з переробки деревини «Кривая», через що заслужено дістало прізвисько «місто деревини» (босн. grad drveta).

## Історія
У цій місцевості є залишки богомильської культури з періоду до османського панування. Завидовичі вперше згадуються 1565 року як село з 10 босняцьких родин.
Як місто Завидовичі виникли наприкінці XIX століття за австро-угорської влади, яка докорінно покращила місцеву економіку, створивши тут деревообробну промисловість. Цісарсько-королівська влада домовилася про експлуатацію густих лісів з фірмою «Марпурго і Паренте», яка в 1887 році збудувала лісову гравітаційну залізницю в долині річки Гостович та спорудила у Завидовичах лісопильню у 1897 році.
1899 року лісопильню у фірми «Марпурго і Паренте» викупила фірма «Грегерсон і сини», яка побудувала залізничну вітку вздовж річки Криваї.
1900 року було завершено будівництво вузькоколійки долиною річки Криваї, а фірма «Eissler & Ortlieb» побудувала в Завидовичах найсучаснішу лісопильню в Європі. 1902 року ця фірма подала заяву до провінційного уряду в Сараєві про утворення муніципалітету Завидовичі, а 1911 року після тривалої процедури його було створено. На той час містечко налічувало близько 3800 жителів та виказувало основні ознаки міського середовища.
Після Другої світової війни заснована 1884 року фірма, названа на честь річки Кривая, розширилася. Підприємство зосередилося на виробництві меблів, які воно почало експортувати у США під назвою «Krivaja Beechbrook». Через війну в Боснії колишній гігант і місто залишилися майже ні з чим. Під час цієї війни покинуло домівки чимало жителів цього колись багатонаціонального містечка, які за національністю були сербами та хорватами, а після війни мало хто повернувся до своїх осель. Тепер це місто населяють переважно босняки.
6 квітня 2009 року у Завидовичах було урочисто відкрито перший дерев'яний пішохідний міст, який дістав назву «Райдуга» і сполучив автостанцію з центром міста через річку Босна, але в травні 2014 року внаслідок повені, яка зачепила і Боснію та Герцеговину, міст було знесено.

## Населення
| Завидовичі   |       |                |                |                |
| рік перепису | 2013  | 1991           | 1981           | 1971           |
| мусульмани   | —     | 5.029 (38,84%) | 3.788 (33,10%) | 3.803 (40,60%) |
| хорвати      | —     | 1.827 (14,11%) | 2.056 (17,97%) | 2.441 (26,06%) |
| серби        | —     | 3.191 (24,65%) | 2.538 (22,18%) | 2.624 (28,02%) |
| югослави     | —     | 2.228 (17,21%) | 2.550 (22,28%) | 284 (3,032%)   |
| цигани       | —     | —              | 267 (2,333%)   | 6 (0,064%)     |
| албанці      | —     | —              | 17 (0,149%)    | 6 (0,064%)     |
| македонці    | —     | —              | 3 (0,026%)     | 2 (0,021%)     |
| словенці     | —     | —              | 11 (0,096%)    | 17 (0,182%)    |
| чорногорці   | —     | —              | 106 (0,926%)   | 73 (0,779%)    |
| інші         | —     | 672 (5,190%)   | 108 (0,944%)   | 110 (1,174%)   |
| загалом      | 9.217 | 12.947         | 11.444         | 9.366          |

## Відомі уродженці
- Младен Бартолович — боснійський футболіст, тренер
- Сафет Сушич — боснійський футболіст, тренер
- Веніо Лосерт — хорватський гандболіст, олімпійський чемпіон
- Шефік Джаферович — боснійський політик